# 努比亚

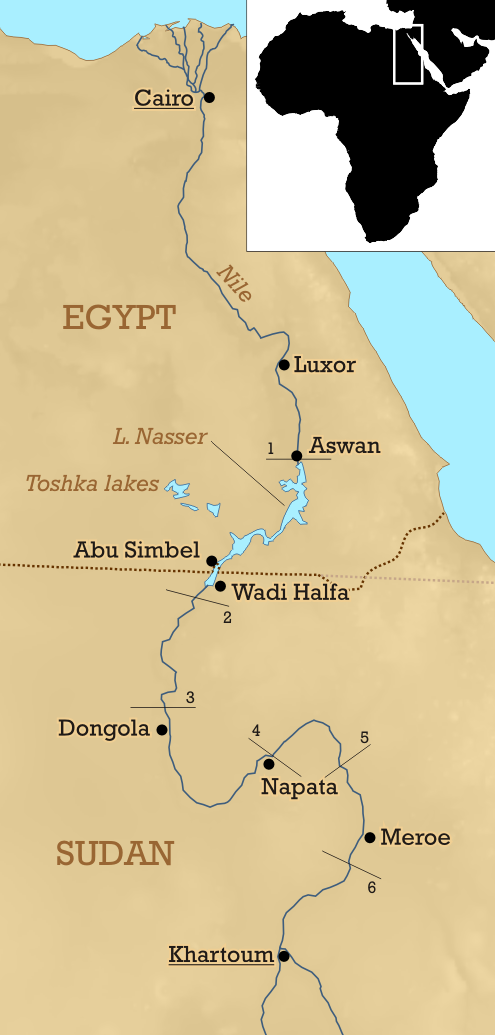
现在的努比亚地区

努比亚（英語：Nubia）是位於埃及南部與苏丹北部之間沿著尼罗河沿岸的地區，今日位於阿斯旺（位於尼罗河第一瀑布下游）與凱里邁（或稱庫賴邁，位於尼罗河第四瀑布下游）之間。努比亚一词可能来自埃及语中的金（nub）或诺巴（Noba）。一般的，从阿斯旺到瓦迪哈勒法之间的地区被称为下努比亚，从瓦迪哈勒法到库赖迈之间的地区则被称为上努比亚。有时人们也会将库赖迈到喀土穆之间的地区称为南努比亚。努比亚自古以来便被看做地中海地区的埃及与非洲黑人区之间的交接处。

## 史前
古埃及称努比亚为古实（Kush）。

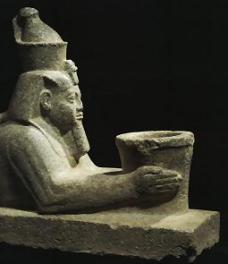
努比亚统治者的塑像

新石器时代，尼罗河谷的居民可能来自苏丹和撒哈拉沙漠。在这一时期，这两个地区和埃及有着共同的文化。到了公元前5千年，现被称为努比亚的居民们参加了新石器时代革命。现在的人们认为撒哈拉的一些岩石浮雕描绘了牛群的祭祀仪式，这些浮雕是东非和尼罗河谷的象征，即使在今天也一样。人们在Nabta Playa发现的巨石是世界上最早的天文设备之一，其历史比巨石阵要早近2000多年。
史前的努比亚（尤其下努比亚）被分为数个文化期，这些文化期被用字母来标致：
- 文化期A与埃及的史前史以及到第四王朝的古王國時期相应（约前36世纪至前25世纪）。
- 文化期B按最新的研究实际上并不是一个独立的文化期。
- 文化期C与埃及古王朝时期晚期和中王國时期相应（约前22世纪至前16世纪），第十二王朝时期埃及逐渐将尼罗河第二瀑布以北的地区占为己有。在此期间努比亚地区出现了已知的第一个黑色非洲国家。埃及中王朝时期末（约前1750年左右）这个国家甚至占领了下努比亚，其边境一直延伸到埃及本土边上。约前1500年新王國时期的法老占领了努比亚，一直到尼罗河第五瀑布。一直到约前11世纪埃及人占领努比亚。当地的居民的文化被同化。

## 庫施王國统治时期

### 那帕塔时期
公元前750年左右（也可能已经在前1000年），库赖迈地区的努比亚贵族建立了一个国家，它恢复了庫施这个古老的名字并开始迅速发展。约前712年庫施占领了全埃及。在埃及的努比亚统治者建立了第二十五王朝，约前661年埃及人在亚述的帮助下解放了全埃及，庫施退回努比亚地區，其首都在今天的库赖迈附近。约前530年首都被移到今天喀土穆以北的麦罗埃。在这段时间里努比亚的文化渐渐独立，他们开始使用自己的文字，当地的语言也渐渐成为官方语言。至晚300年古实王国垮台，其原因有可能是因为气候变化或者因为与阿克蘇姆的战争失利。
塔哈尔卡统治努比亚和埃及时重修了埃及的卡纳克神庙，并在努比亚新建了许多寺庙和金字塔，这些活动直到塔哈尔卡被亚述人赶出埃及才停止。

### 麦罗埃统治时期
麦罗埃（公元前800年－公元350年）位于努比亚南部、尼罗河东岸。麦罗埃人保留了很多埃及的习俗，但也有许多方面不同于埃及的。他们拥有自己的书写方式。这段时间内，许多金字塔在麦罗埃建立，麦罗埃还拥有强大的常备军队。
公元4世纪时，该地区被诺巴征服，具体时间不明。有许多人认为诺巴可能是努比亚的词源。

## 中世纪

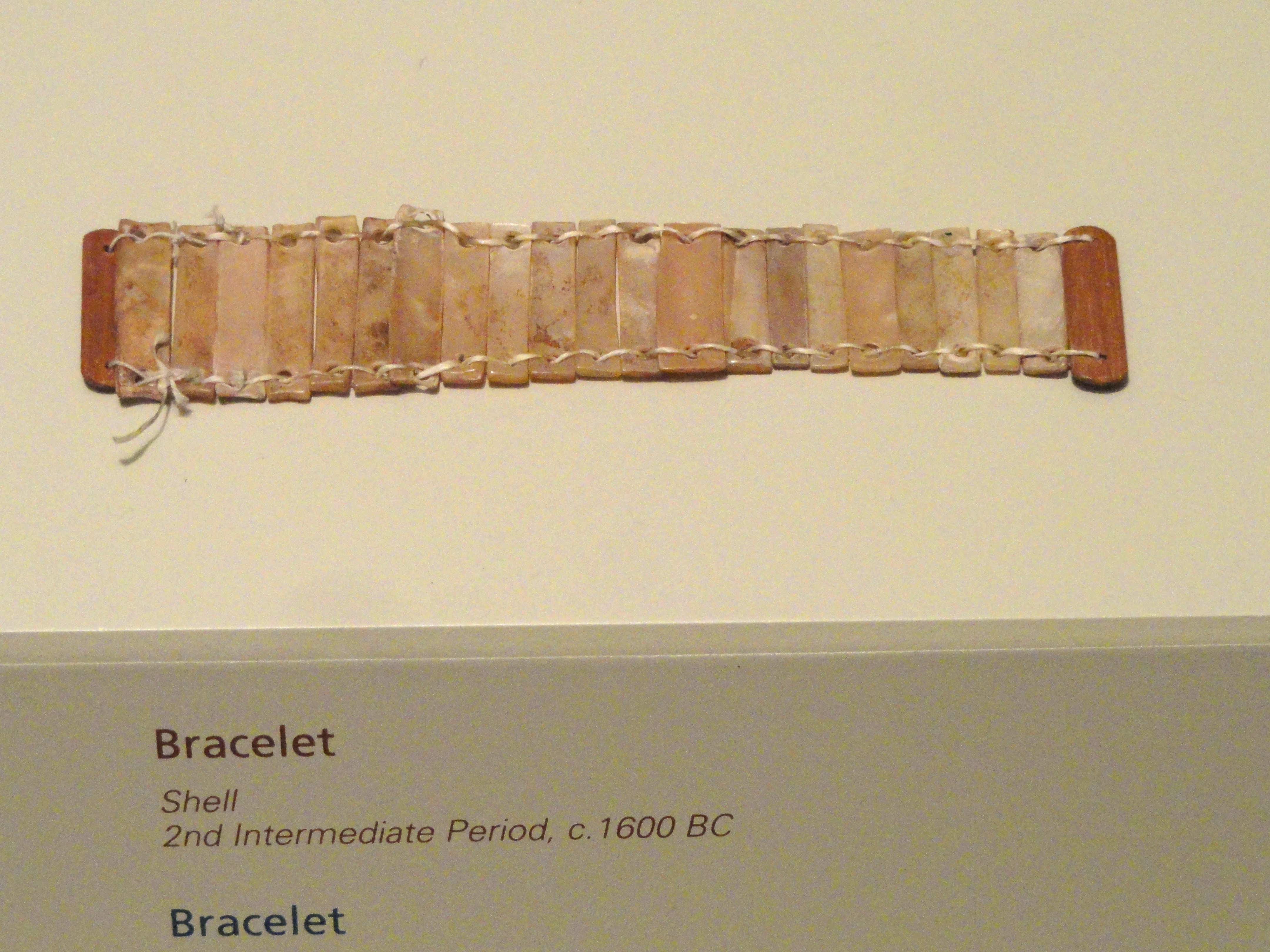
在努比亚雇佣军公墓发现的饰品，均由贝壳制成。

6世纪时努比亚基督化，在这里出现了多个王国。中世纪的努比亚一般使用希腊字母来书写努比亚的当地语言。努比亚语与阿拉伯语同时被使用。652年，阿拉伯人曾經在征服埃及後前往南方討伐努比亞，但之後停戰，努比亞人不須信仰伊斯蘭教也免於被併入阿拉伯帝國，但每年要出口360個奴隸。穆斯林每年送回大量的肉類與豆類，這裡也是閹人出口到阿拉伯帝國的地方。13世纪时，埃及的拜巴爾一世曾經入侵此地，擄獲他們的國王。
14世纪，栋古拉政府垮台，努比亚也分裂开来，被阿拉伯人控制。此后的几个世纪内该地区屡遭阿拉伯人入侵，一些小国家也在此时建立。努比亚北部被埃及控制，南部则在16世纪时被丰吉苏丹国占领。16世纪时，努比亚的宗教变为伊斯兰教。

## 19世纪至今
19世纪初，埃及的穆罕默德·阿里帕夏统治时控制了整个努比亚，后来努比亚被埃及与英国共管。1821年埃及人使用先进的欧洲武器再次占领努比亚以及其南部的白尼罗河。1882年苏丹的阿拉伯人起义反抗埃及人的统治并占领了喀土穆。多个由英国军官领导的埃及军队被击败。1898年英军终于战胜了起义者。为了解决这次远征的供给问题英国人沿尼罗河建造了努比亚的第一条铁路。此后苏丹（和努比亚）成为英国的势力范围。
1955年全民公投反对与埃及合并。1956年苏丹独立。瓦迪哈勒法成为两国的边境，努比亚被分给了埃及和苏丹两国。1960年代埃及开始建造阿斯旺大坝，1971年大坝竣工。此后下努比亚几乎完全被水淹没。大坝创造了巨大的经济效益，但也威胁到了当地的环境。在联合国教科文组织的领导下部分当地的文化建筑被转移到高一些的地区保存下来。下努比亚的居民大多数被移居到上埃及的南部，在当地形成了许多使用努比亚语的地区。今天努比亚人的文化主要为阿拉伯文化，但努比亚语依然存在，书写时使用阿拉伯字母。许多努比亚人现在住在开罗一类的大城市。

## 延伸阅读
- Adam, William Y. (1977): Nubia: Corridor to Africa, London.
- "Black Pharaohs", National Geographic, Feb 2008
- Bulliet et al. (2001): Nubia, The Earth and Its Peoples, pp. 70–71, Houghton Mifflin Company, Boston.
- Emberling, Geoff (2011): Nubia: Ancient Kingdoms of Africa. New York: Institute for the Study of the Ancient World.
- Fisher, Marjorie, et al. (2012): Ancient Nubia: African Kingdoms on the Nile. The American University in Cairo Press.
- Hassan, Yusuf Fadl (1973): The Arabs and the Sudan, Khartoum.
- Jennings, Anne (1995) The Nubians of West Aswan: Village Women in the Midst of Change, Lynne Reinner Publishers.
- Thelwall, Robin (1978): "Lexicostatistical relations between Nubian, Daju and Dinka", Études nubiennes: colloque de Chantilly, 2–6 juillet 1975, 265–286.
- Thelwall, Robin (1982) 'Linguistic Aspects of Greater Nubian History', in Ehret, C. & Posnansky, M. (eds.) The Archeological and Linguistic Reconstruction of African History. Berkeley/Los Angeles, 39–56.
- Török, László (1997): The Kingdom of Kush: Handbook of the Napatan-Meroitic Civilization. Brill Academic Publishers.
- Valbelle, Dominique, and Bonnet, Charles (2006): The Nubian Pharaohs. New York: The American University in Cairo Press.